# Maulser Tal

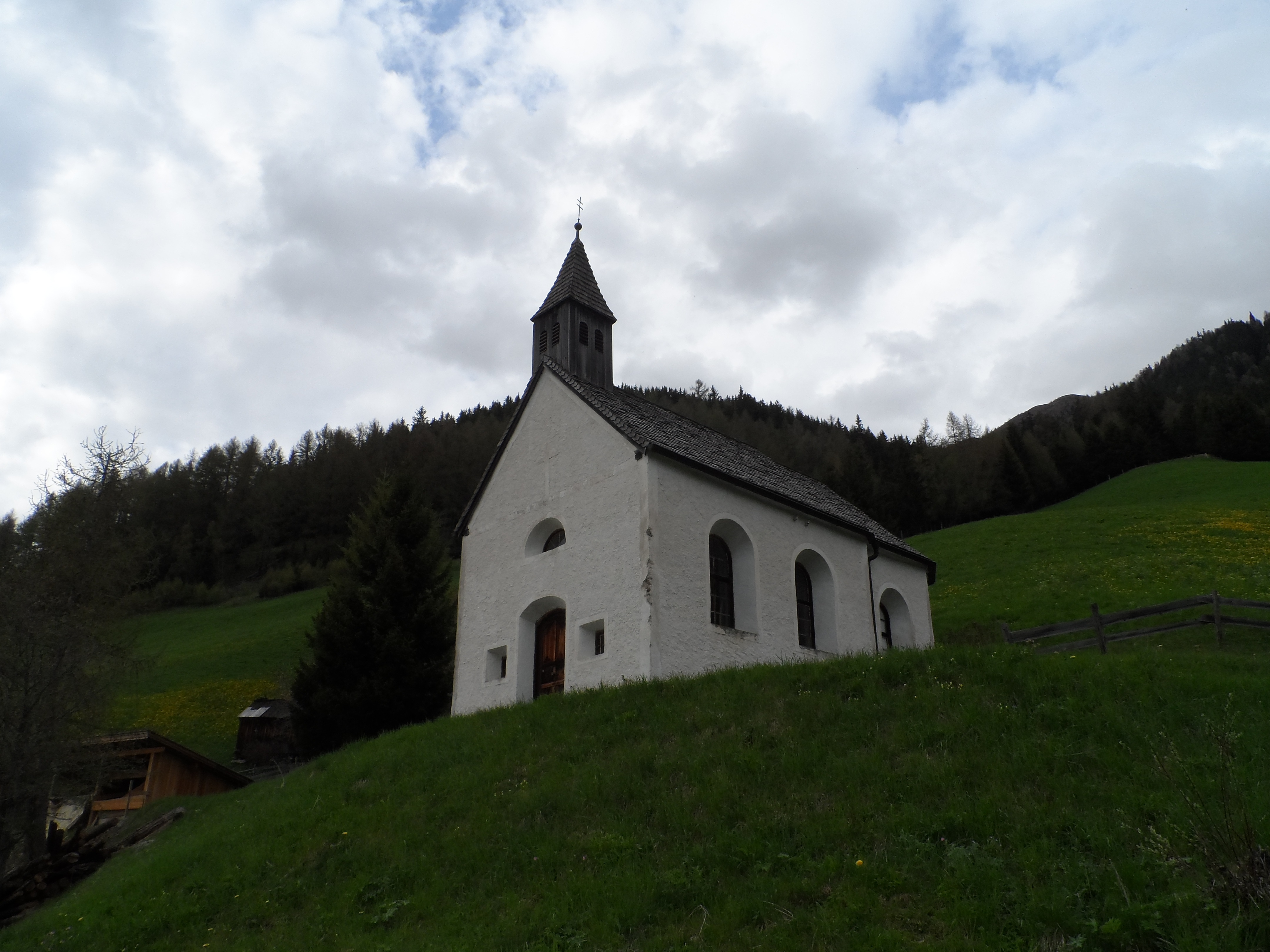
St. Anton in Ritzail im Talinneren

Das Maulser Tal ist ein kurzes Seitental des Wipptals in Südtirol. Es ist nach dem Dorf Mauls am Talausgang benannt und wird durch den Maulser Bach, einen Zubringer des Eisack, entwässert. Von Mauls aus steigt das Tal Richtung Osten in die Pfunderer Berge, eine Untergruppe der Zillertaler Alpen, an, ehe es am Valler Jöchl endet, einem 1932 m hoch gelegenen Übergang ins Valler Tal. Im Talinneren befindet sich der teils über 1500 m hoch gelegene Streuweiler Ritzail, der wie das gesamte Tal administrativ zur Gemeinde Freienfeld rechnet.